# Temporada do Hercílio Luz Futebol Clube de 2020
A temporda do Hercílio Luz Futebol Clube de 2020 foi a 102º na história do clube. O clube de Tubarão participou de uma competição no ano de 2020: O Campeonato Catarinense - Série B.

## Competições

### Resumo das Participações
| Torneio               | Pos\Fas      | Pts | J  | V | E | D | GP | GC | SG | %    |
| Catarinense - Série B | Vice-Campeão | 20  | 11 | 6 | 2 | 3 | 17 | 9  | 8  | 60,6 |

### Campeonato Catarinense

#### Primeira Fase
Vitória
      Empate
      Derrota
| 1 de novembro 1ª rodada | Hercílio Luz                | 2 – 1 | Barra-SC             | Tubarão, (SC)                                                                     |  |
| 18:00                   | Douglas 28' · Rogerio 80' · |       | 62' Hyago (contra) · | Estádio: Aníbal Torres Costa Público: Portões Fechados Árbitro: SC Edson da Silva |  |

| 8 de novembro 2ª rodada | Inter de Lages | 1 – 0 | Hercílio Luz | Lages, (SC)                                                                                   |  |
| 18:00                   | Daniel 63' ·   |       |              | Estádio: Vidal Ramos Júnior Público: Portões Fechados Árbitro: SC Luiz Augusto Silveira Tisne |  |

| 11 de novembro 3ª rodada | Hercílio Luz                                    | 3 – 3 | Camboriú                                  | Tubarão, (SC)                                                                                    |  |
| 18:00                    | Paulo Henrique 12' · Geovane 18' · Vinicius 77' |       | 17', 61' Marcus Vinicius · 83' João Paulo | Estádio: Aníbal Torres Costa Público: Portões Fechados Árbitro: SC Fernando Henrique de Medeiros |  |

| 17 de novembro 4ª rodada | Navegantes | 0 – 2 | Hercílio Luz            | São João Batista, (SC)                                                                    |  |
| 16:00                    |            |       | 17' Thiago · 70' Rafael | Estádio: Valério Gomes Neto Público: Portões Fechados Árbitro: SC William Machado Steffen |  |

| 22 de novembro 5ª rodada | Hercílio Luz                           | 3 – 0 | Fluminense-SC | Tubarão, (SC)                                                                                  |  |
| 18:00                    | Hyago 71' · Lucas dos Anjos 75', 90+4' |       |               | Estádio: Aníbal Torres Costa Público: Portões Fechados Árbitro: SC Luiz Augusto Silveira Tisne |  |

| 25 de novembro 6ª rodada | Próspera             | 1 – 0 | Hercílio Luz | Criciúma, (SC)                                                                                |  |
| 16:00                    | Jhonata (contra) 51' |       |              | Estádio: Doutor Mário Balsini Público: Portões Fechados Árbitro: SC Rodrigo D'Alonso Ferreira |  |

| 1 de dezembro 7ª rodada | Hercílio Luz                         | 3 – 0 | Guarani de Palhoça | Tubarão, (SC)                                                                        |  |
| 18:00                   | Antônio 10' · Lucas 76' · Thiago 83' |       |                    | Estádio: Aníbal Torres Costa Público: Portões Fechados Árbitro: SC Ramon Abatti Abel |  |

| 7 de dezembro 8ª rodada | Caçador      | 1 – 2 | Hercílio Luz            | Caçador, (SC)                                                                                         |  |
| 15:00                   | Maicon 45+1' |       | 10' Diego · 87' Douglas | Estádio: Municipal Carlos Alberto Público: Portões Fechados Árbitro: SC Fernando Henrique de Medeiros |  |

| 13 de dezembro 9ª rodada | Hercílio Luz           | 2 – 0 | Metropolitano | Tubarão, (SC)                                                                            |  |
| 15:00                    | Lucas 89' · Adão 90*2' |       |               | Estádio: Aníbal Torres Costa Público: Portões Fechados Árbitro: SC Cinesio Mendes Júnior |  |

#### Final
| 16 de dezembro Jogo de ida | Próspera | 0 – 0 | Hercílio Luz | Criciúma, (SC)                                                                            |  |
| 16:00                      |          |       |              | Estádio: Doutor Mário Balsini Público: Portões Fechados Árbitro: SC Diego da Costa Cidral |  |

| 20 de dezembro Jogo de volta | Hercílio Luz | 0 – 2 | Próspera                            | Tubarão, (SC)                                                                                    |  |
| 16:00                        |              |       | 2' Jesse · 90+2' Gabriel Henrique · | Estádio: Aníbal Torres Costa Público: Portões Fechados Árbitro: SC Fernando Henrique de Medeiros |  |